# 蓬德拉恩
蓬德拉恩（法語：Pont-de-Larn，法語發音：[pɔ̃ də laʁn]）是法国奧克西塔尼大區塔恩省的一个市镇，属于卡斯特尔区。

## 地名
“蓬德拉恩”（Pont-de-Larn）一名在法语中意为“阿恩河之桥”。值得注意的是，该地名中定冠词“Le”与阿恩河“Arn”连写作“Larn”，并未采用通常写法“L'Arn”。

## 地理
蓬德拉恩（43°30'16"N, 2°24'22"E）面积34.51 平方千米，位于法国奧克西塔尼大區塔恩省，该省份为法国南部内陆省份，北起顺时针与阿韦龙省、埃罗省、奥德省、上加龙省和塔恩-加龙省接壤。
与蓬德拉恩接壤的市镇（或旧市镇、城区）包括：欧西永、布瓦瑟宗、布迪蓬德拉恩、马扎梅、诺阿亚克、派兰-欧格蒙泰勒、勒里亚莱、圣阿芒瓦尔托雷、勒万特鲁。
蓬德拉恩的时区为UTC+01:00、UTC+02:00（夏令时）。

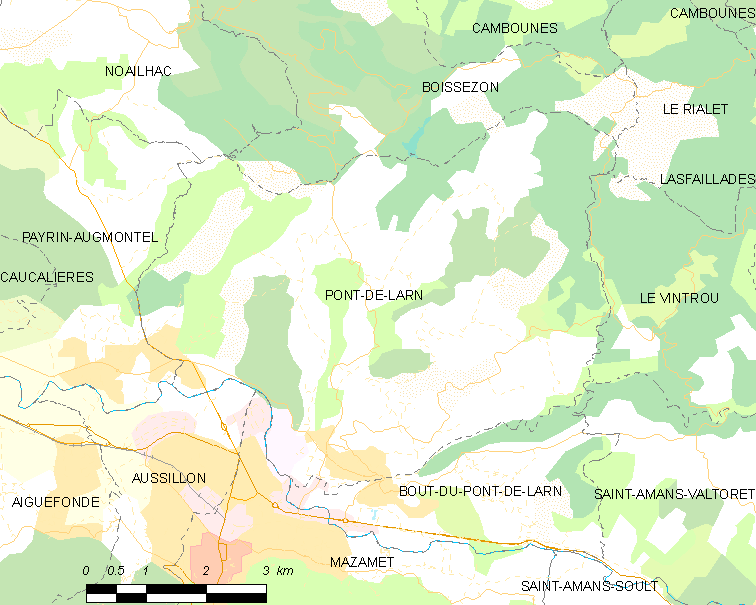
蓬德拉恩的OSM定位图

## 行政
蓬德拉恩的邮政编码为81660，INSEE市镇编码为81209。

## 政治
蓬德拉恩所属的省级选区为马扎梅第二县。

## 人口

1962-2008年间蓬德拉恩人口变化图示

蓬德拉恩于2022年1月1日时的人口数量为2866人。